# 欧卢斯特河畔加瓦雷
欧卢斯特河畔加瓦雷（法語：Gavarret-sur-Aulouste，法語發音：[ɡavaʁɛ syʁ olust]）是法国热尔省的一个市镇，属于孔东区。

## 地理
欧卢斯特河畔加瓦雷（43°46'18"N, 0°39'8"E）面积8.38 平方千米，位于法国奧克西塔尼大區热尔省，该省份为法国西南部内陆省份，北起顺时针与洛特-加龙省、塔恩-加龙省、上加龙省、上比利牛斯省、大西洋比利牛斯省和朗德省接壤。
与欧卢斯特河畔加瓦雷接壤的市镇（或旧市镇、城区）包括：拉拉讷、米拉蒙拉图尔、米尔普瓦、热尔河畔蒙泰斯特吕克、圣克里斯蒂。

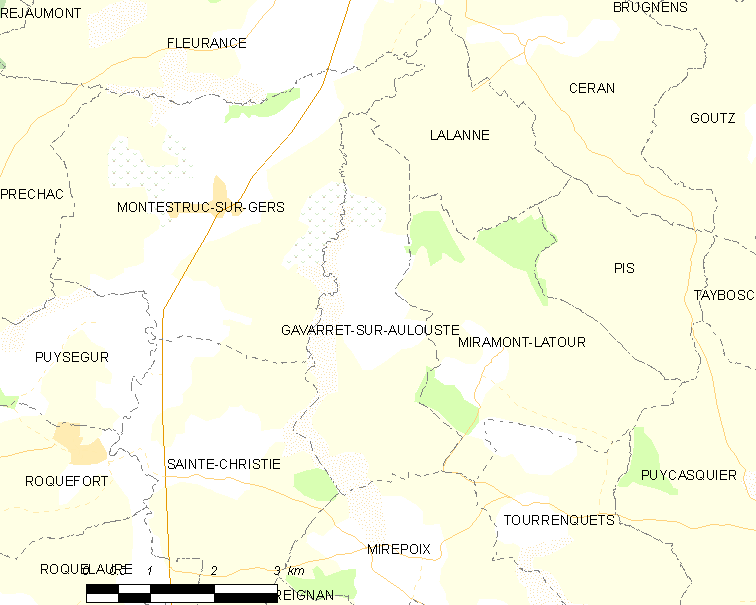
欧卢斯特河畔加瓦雷的OSM定位图

欧卢斯特河畔加瓦雷的时区为UTC+01:00、UTC+02:00（夏令时）。

## 行政
欧卢斯特河畔加瓦雷的邮政编码为32390，INSEE市镇编码为32142。

## 政治
欧卢斯特河畔加瓦雷所属的省级选区为弗勒朗斯-洛马涅县。

## 人口

1962-2008年间欧卢斯特河畔加瓦雷人口变化图示

欧卢斯特河畔加瓦雷于2022年1月1日时的人口数量为138人。